# Phygadeuon melanocerus
Phygadeuon melanocerus là một loài tò vò trong họ Ichneumonidae.